# Meg Rosoff
Meg Rosoff, née en 1956 à Boston, est une auteure américaine installée à Londres depuis 1989. Elle est lauréate en 2016 du prestigieux prix international en littérature jeunesse, le Prix commémoratif Astrid-Lindgren.

## Biographie

### Enfance et formation
Meg Rosoff naît en 1956 à Boston dans le Massachusetts (USA). 
Elle a trois sœurs et vient d'une famille juive. Son père est médecin.
Elle est une petite fille sans histoire, réussissant bien à l'école, passionnée par les animaux et pratiquant l'équitation. 
Après des études à l'université d'Harvard commencées en 1974, elle étudie la sculpture à Londres à partir de 1977 à la St Martin's School of Art and Design,. Elle se rend compte qu'elle n'est pas faite pour être artiste et retourne aux États-Unis en 1980 pour passer son diplôme à Harvard,. Elle joue un temps de la basse dans un groupe.

### Carrière publicitaire
Durant toute la première partie de sa carrière, Meg Rosoff travaille principalement dans la publicité, à New York, jusqu'en 2003,. 
Elle travaille également un temps pour People Magazine et le New York Times, est secrétaire de presse adjointe de l'État de New York pour les démocrates lors de l'élection présidentielle de 1988 et travaille à l'écriture de titres et d'affiches de films pour Tristar Pictures (le meilleur emploi de sa vie selon elle).
Elle démissionne quand son premier manuscrit est vendu.

### Carrière littéraire
Elle commence à écrire lorsque sa plus jeune sœur Debby meurt d'un cancer du sein et qu'elle réalise que la vie est trop courte pour remettre à plus tard l'écriture du roman qu'elle avait toujours eu l'intention d'écrire. Elle demande donc un congé de quelques mois à son employeur, J. Walter Thompson, chez qui elle est publicitaire. Elle écrit ensuite How I live now qu'elle envoie à son agent et qui, quelques mois plus tard, se retrouvera au cœur d'une guerre d'enchères entre plusieurs grands éditeurs britanniques. 
Son premier roman, paru en 2004 et dédié à sa sœur Debby, traite de la guerre et d'amour, du point de vue d'une adolescente,. Il raconte en effet l'histoire d'adolescents abandonnés dans la campagne anglaise alors qu'une guerre incompréhensible fait rage autour d'eux. Ce premier roman remporte le Guardian Children’s Fiction prize, le Prix Michael L. Printz et le Branford Boase award,,. Il est également sélectionné pour le Whibread Children's Book Award et le Orange First Novel Prize. Il est décrit par Mark Haddon comme « cette chose rare, très rare, un premier roman à la voix soutenue, magique et totalement irréprochable ». Le roman est traduit en français par Hélène Collon et publié chez Albin Michel en 2006 sous le titre Maintenant, c'est ma vie. Il se vend à près d'un million d'exemplaires. Il est ensuite adapté au cinéma en 2013 sous la direction de Kevin Macdonald, avec Saoirse Ronan comme actrice principale,,. 
Son deuxième roman, Si jamais (Just in case, 2006), sur un garçon de quinze ans, remporte la médaille Carnegie 2007 et est sélectionné pour le Costa Children's Book Award et le Booktrust Teenage Prize. 
Ce que j'étais (What I Was, 2007) raconte l'histoire de passage à l'âge adulte décrite par un garçon de 16 ans expulsé de deux internats et placé dans un troisième. Celui-ci devient amoureux d'un solitaire androgyne vivant dans une cabane au bord de la mer. Il est sélectionné pour la médaille Carnegie 2008 et le Costa Children's Book Award 2007. 
Vamoose (2010) est une comédie noire impliquant un couple qui a un élan au lieu d'un bébé.
Au commencement il y avait Bob - Dieu a mal au crâne (There Is No Dog, 2011) pose le scénario d’une création entière placée entre les mains d’un adolescent irritable.
En 2013, elle est finaliste du National Book Award pour Au bout du voyage (Picture me gone) .
En 2014, elle devient membre de la Royal Society of Literature.
Après sept romans pour jeunes adultes en douze ans, Meg Rosoff publie en 2016 son premier livre pour adultes, Jonathan Unleashed, une comédie romantique sur un malheureux New-Yorkais d'une vingtaine d'années et ses deux chiens intelligents. La même année, elle remporte un prestigieux prix international en littérature jeunesse, le Prix commémoratif Astrid-Lindgren, parmi 215 candidats de 59 pays. Le jury déclare que ses sept romans pour jeunes adultes « parlent aux émotions ainsi qu'à l'intellect » et que « dans une prose étincelante, elle écrit sur la recherche de sens et d'identité dans un monde particulier et bizarre ». « Chaque roman est un petit chef-d'œuvre » ajoute le président du jury, Boel Westin,.
Tempête d'une nuit d'été (The Great Godden, 2020) est finaliste du YA Book Prize 2021. « Meg Rosoff est une rare écrivaine de fiction pour jeunes adultes qui est également appréciée des adultes. » écrit la journaliste de The Telegraph à la sortie du livre.
En 2022, elle publie Friends Like These, dédié aux jeunes adultes et qui raconte le premier été d'une jeune femme loin de sa famille à New York et de son amitié étouffante avec une autre jeune femme du journal dans lequel elles effectuent toutes les deux leur stage,.

#### Thèmes
Tous ses romans mettent en scène des animaux. Les incertitudes de la sexualité adolescente et le magnétisme des étrangers sont également des thèmes récurrents. Elle évoque également la politique, l'athéisme et le harcèlement.

### Vie privée
Elle réside à Londres depuis 1989 et est devenue citoyenne britannique. Elle y vit avec son mari, le peintre Paul Hamlyn, et sa fille, Gloria,. Plus tard, elle occupe un loft qu'elle partage avec son mari et ses deux amis dans un coin urbain du sud de Londres. 
Lors de la sortie de son premier livre, en 2004, elle apprend qu'elle-même est atteinte d'un cancer du sein. Elle est depuis en rémission.

## Œuvres
- Maintenant, c'est ma vie (How I live now, 2004) : roman
- Meet Wild Boars (2005) : livre pour enfants
- Si jamais (Just in case, 2006) : roman
- Ce que j'étais (What I was, 2007) : roman
- Jumpy Jack and Googily (2008)
- Wild Boars Cook (2008) : livre pour enfants
- La Balade de Pell Ridley (The Bride's Farewell, 2009), Albin Michel, 2012 : roman jeunesse
- Au commencement il y avait Bob - Dieu a mal au crâne (There is no dog, 2012) : roman
- Au bout du voyage (Picture Me Gone, 2014) : roman
- Beck, avec Mal Peet, Walker Books (2016)
- Tempête d'une nuit d'été (The Great Godden, 2020) : roman
- Friends Like These, 2022 : roman

Les personnages principaux de ses romans sont des adolescents.

## Prix et distinctions
- 2004 : Guardian Children's Fiction Prize pour Maintenant, c'est ma vie[7]
- 2005 : Prix Michael L. Printz, (US) pour Maintenant, c'est ma vie[8]
- 2005 : prix Branford Boase du meilleur premier roman pour Maintenant, c'est ma vie[6]
- 2005 :  Der Luchs des Jahres pour Maintenant, c'est ma vie[3]
- 2007 : Médaille Carnegie pour Si jamais[3]
- 2008 : Deutscher Jugendliteraturpreis pour Si jamais
- 2009 : Der Luchs des Jahres pour Ce que j'étais
- 2010 : Prix Alex pour La Balade de Pell Ridley (The Bride's Farewell)
- 2011 : Finaliste Médaille Carnegie pour La Balade de Pell Ridley (The Bride’s Farewell)[19]
- 2013 : Finaliste National Book Award[20] pour Au bout du voyage (Picture me gone)[10]
- 2016 : prix commémoratif Astrid-Lindgren[13]
- 2017 : Finaliste Médaille Carnegie pour Beck, coécrit avec Mal Peet[21]